# Nhạo Sơn
Nhạo Sơn là một xã thuộc huyện Sông Lô, tỉnh Vĩnh Phúc, Việt Nam.
Xã có diện tích 3,66 km², dân số năm 1999 là 3051 người, mật độ dân số đạt 834 người/km².